# Omkoiana
Omkoiana is een geslacht van rechtvleugeligen uit de familie sabelsprinkhanen (Tettigoniidae). De wetenschappelijke naam van dit geslacht is voor het eerst geldig gepubliceerd in 2002 door Sänger & Helfert.

## Soorten
Het geslacht Omkoiana  is monotypisch en omvat slechts de volgende soort:
- Omkoiana aculeata (Sänger & Helfert, 2002)